# 中华窄腹剑水蚤
中华窄腹剑水蚤（学名：Limnoithona sinensis）为长腹剑水蚤科窄腹剑水蚤属的动物，是中国的特有物种。分布于广东、福建、江苏、安徽、天津等地，属于浮游性种类。其常见于湖泊的敞水带以及沿岸带及河、江、沟、塘中。